# Cronologia da Segunda Guerra Mundial (1940)
Esta é uma linha de tempo de eventos que se estendeu durante o período da Segunda Guerra Mundial.

## Janeiro de 1940
- 1: 10.000 tropas japonesas lançaram um contra-ataque na província oriental de Shanxi, na China, na tentativa de aliviar a 36ª Divisão japonesa quase cercada.[1]
- 2: A ofensiva soviética na Finlândia é interrompida por várias vitórias finlandesas; numerosos tanques soviéticos são destruídos.
- 7: O racionamento de alimentos básicos é estabelecido no Reino Unido.[2]
: Uma grande vitória finlandesa em Suomussalmi é relatada; Uma divisão soviética inteira é eliminada, e novamente um grande número de veículos militares são capturados.
: O general Semyon Timoshenko assume o comando das forças do exército soviético na Finlândia.[1]
- 10: Incidente Mechelen: um avião alemão, levando planos para Fall Gelb, cai na Bélgica neutra.
- 16: Documentos capturados revelam os planos de Hitler para a invasão da Escandinávia e um adiamento da invasão da França e dos Países Baixos até a primavera, quando o tempo é mais compatível para uma invasão.
- 17: Os soviéticos são levados de volta para a Finlândia e retaliam com ataques aéreos pesados.
- 20: Submarino alemão U-44 torpedeia e afunda o navio grego Ekatontarchos Dracoulis perto de Portugal, matando 6. O U-44 estava procurando pelo Ekatontarchos Dracoulis nas últimas 6 horas.[1]
- 21: Um U-boat afunda o destroyer britânico HMS Exmouth toda a sua equipe de 135 homens são mortos.
- 24: Reinhard Heydrich é nomeado por Göring para a solução da "Questão judaica".
- 27: A Alemanha faz planos finais para a invasão da Dinamarca e da Noruega.

## Fevereiro de 1940

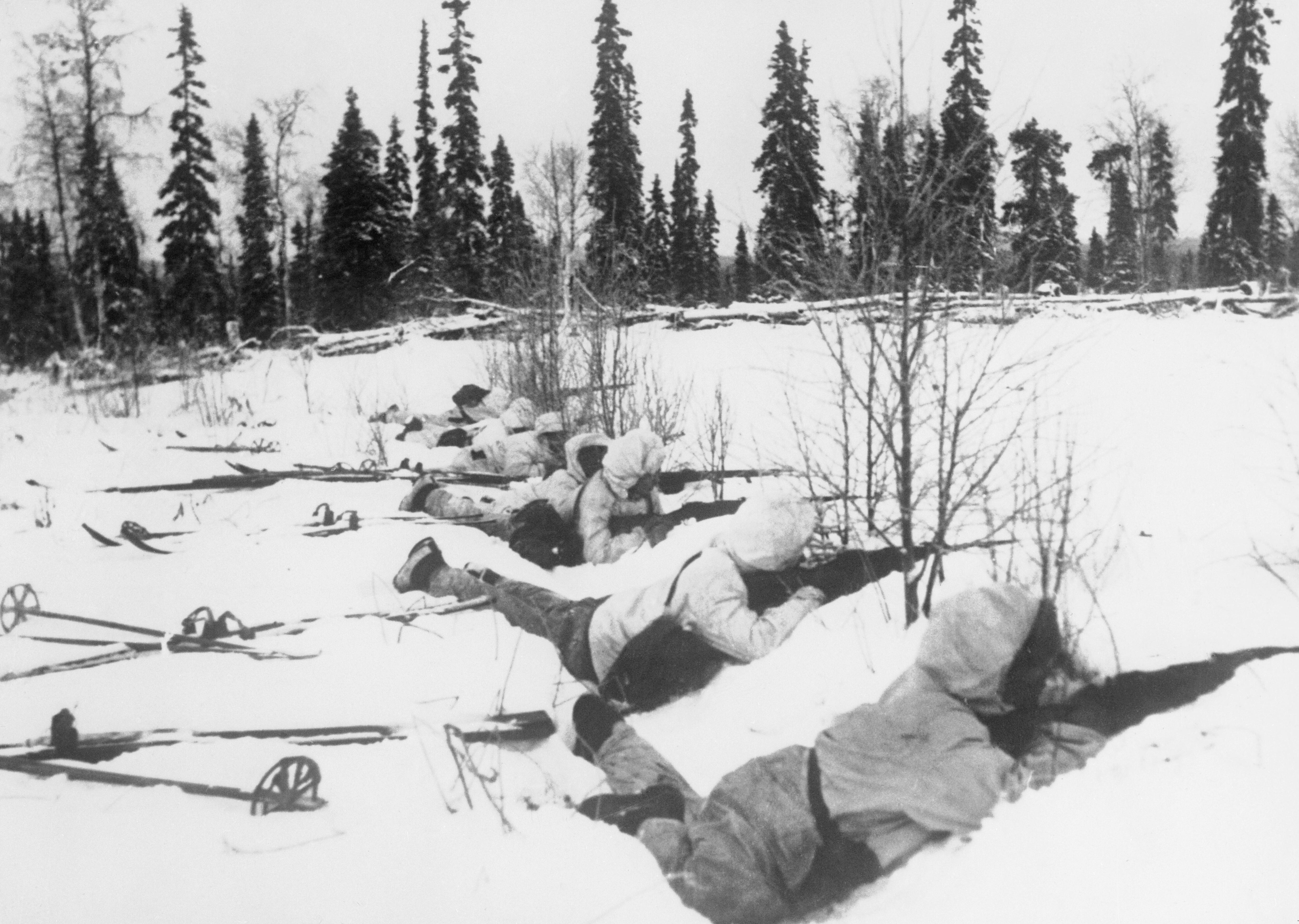
Tropas de esqui finlandesas no norte da Finlândia, 12 de janeiro de 1940.

- 1: A governo japonês anuncia um orçamento recorde com mais de metade dos gastos sendo militares.
- 5: A Grã-Bretanha e França decidem intervir na Noruega para cortar o comércio de minério de ferro em antecipação a uma ocupação alemã esperada e ostensivamente para abrir uma rota para ajudar a Finlândia. A operação está programada para começar em 20 de março.
- 9: Erich von Manstein é colocado no comando do XXXVIII(38) Corpo blindado alemão, removendo-o do planejamento da invasão da França.
- 10: A União Soviética concorda em fornecer grãos e matérias-primas para a Alemanha em um novo tratado de comércio.
- 14: O governo britânico pede voluntários para lutar na Finlândia.
- 15: O exército soviético captura Summa, um importante ponto de defesa na Finlândia, rompendo assim a Linha Mannerheim.
: Hitler ordena a guerra submarina irrestrita.
- 16: O destróier britânico HMS Cossack força a remoção de 303 prisioneiros de guerra britânicos do petroleiro alemão Altmark em águas territoriais da Noruega neutra, o que provocou o Incidente do Altmark.
- 17: Os finlandeses continuam a retirada da Linha Mannerheim.
: Manstein apresenta a Hitler seus planos para invadir a França através da floresta das Ardenas.
- 21: O general Nikolaus von Falkenhorst é colocado no comando da próxima invasão alemã da Noruega.

## Março de 1940
- 1: Hitler direciona seus generais no planejamento da invasão da Dinamarca e da Noruega.
- 3: Os soviéticos iniciam ataques à Viipuri, a segunda maior cidade da Finlândia.
- 5: A Finlândia diz aos soviéticos que eles concordarão com seus termos para acabar com a guerra. No dia seguinte, enviaram emissários para Moscou para negociar um tratado de paz.
- 11: O racionamento de carne começa na Grã-Bretanha.[2]
- 12: Em Moscou, a Finlândia assina um tratado de paz com a União Soviética após 105 dias de conflito. Os finlandeses são obrigados a abandonar um território significativo em troca da paz.
- 16: O ataque aéreo alemão em Scapa Flow provoca as primeiras vítimas civis britânicas.
- 18: Hitler e Mussolini se encontram em Brenner na fronteira austríaca;[2] Mussolini concorda com Hitler que a Itália entrará na guerra "em um momento oportuno".
- 21: Paul Reynaud se torna com o primeiro-ministro da França após a demissão de Daladier no dia anterior.
- 28: A Grã-Bretanha e França fazem um acordo formal de que nenhum dos dois países buscará uma paz separada com a Alemanha.
- 29: Os soviéticos querem novos territórios. Molotov fala ao Soviete Supremo, sobre "uma disputa instável", a questão da Bessarábia Romena.
- 30: O Japão estabelece um regime de fantoche em Nanquim, China, sob Wang Jingwei.
: A Grã-Bretanha empreende voos secretos de reconhecimento para fotografar as áreas visadas dentro da União Soviética em preparação para a Operação Pike, utilizando as fotografias estereoscópicas de alta altitude e alta velocidade, lançada pela Sidney Cotton.

## Abril de 1940
- Abril: 22.000 oficiais, policiais e outros poloneses são massacrados pelo NKVD soviético no massacre de Katyn.
- 3: O Comitê de Defesa Ministerial, com o Primeiro Senhor do Almirantado Winston Churchill como presidente, substitui o cargo de Ministro da Coordenação de Defesa do Lord Ernle Chatfield.
- 9: Os alemães atracam em vários portos noruegueses e tomam Oslo; A campanha norueguesa dura dois meses.
: Os britânicos iniciam sua campanha norueguesa.
: A Dinamarca se rende.
- 10: Os alemães criaram um governo norueguês sob o comando de Vidkun Quisling, ex-ministro da Defesa.
- 11: Primeira Batalha de Narvik. Destróieres e aviões britânicos fazem com sucesso um ataque surpresa contra uma força naval alemã. Um segundo ataque em 13 de abril também foi um sucesso britânico.
- 12: As tropas britânicas ocupam as Ilhas Faroé dinamarquesas.
- 14: Tropas britânicas e francesas começam a desembarcar em Namsos, ao norte de Trondheim, na Noruega.
- 15: As tropas britânicas desembarcam em Harstad, perto de Narvik, na Noruega.
- 16: Desembarcaram mais britânicos na Noruega, principalmente ao norte e sul de Trondheim; A batalha por Trondheim continuou até o dia 22.
- 27: As tropas britânicas começam a se retirar do centro, norte e sul de Trondheim, na Noruega.

## Maio de 1940

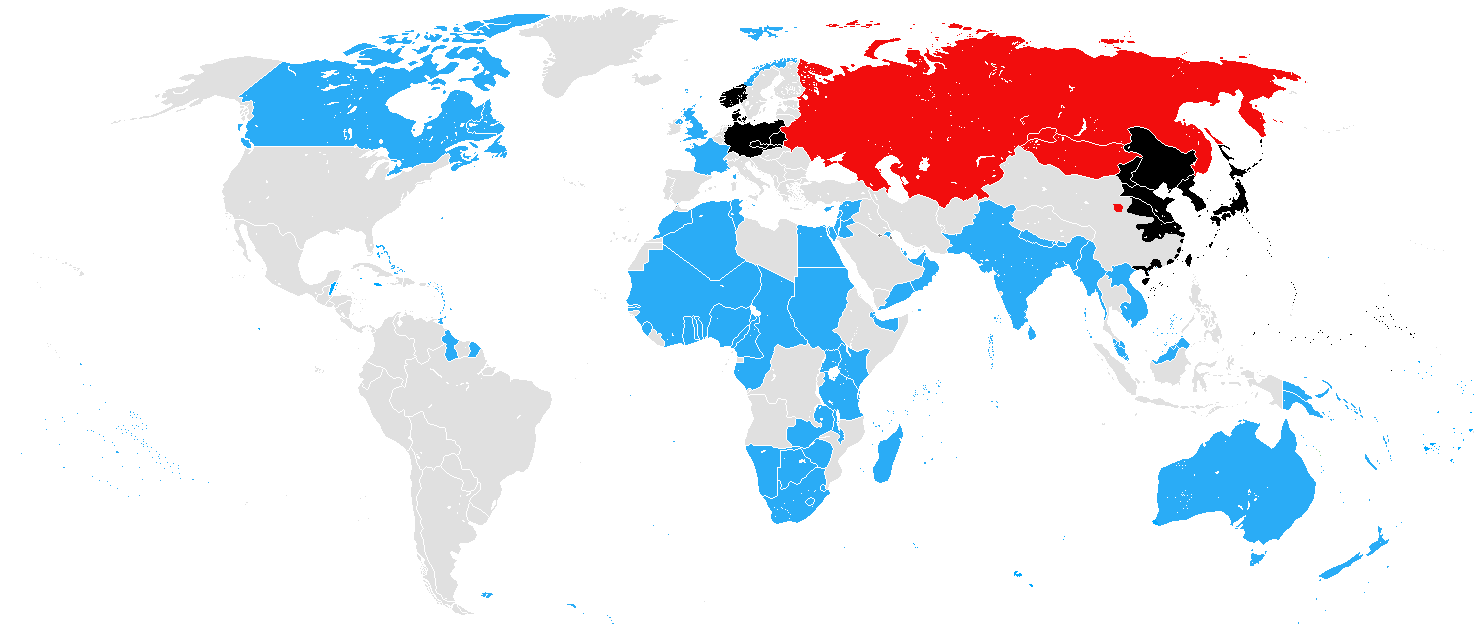
Países Aliados e do Eixo em maio de 1940.

A ofensiva alemã de Blitzkrieg em meados de maio de 1940.

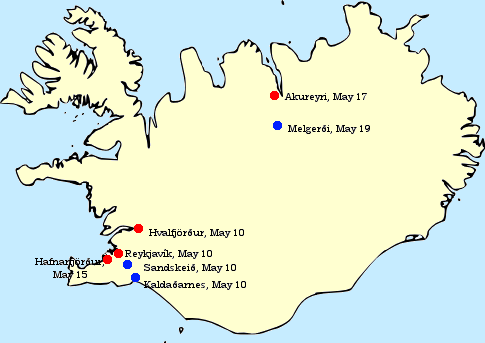
Mapa da invasão britânica da Islândia em meados de maio de 1940.

- 1: Os aliados começam a evacuar os portos noruegueses; Os esforços continuaram até junho.
- 5: Governo norueguês no exílio é estabelecido em Londres.[2]
- 8: O primeiro-ministro Neville Chamberlain mal sobrevive ao votar no Debate da Noruega na Câmara dos Comuns.
- 9: O recrutamento na Grã-Bretanha chegou ao máximo de 36 anos de idade.
- 10: A Alemanha invade a Bélgica, França, Luxemburgo e os Países Baixos; Winston Churchill se torna Primeiro-ministro do Reino Unido após a demissão de Neville Chamberlain. O Reino Unido invade a Islândia.
: A Bélgica declara o estado de emergência. Churchill é chamado para formar um governo de coalizão de guerra.[2]
: A Alemanha começa uma ofensiva maciça contra a Frente Ocidental: Começa a invasão de Luxemburgo, Bélgica, Países Baixos e França. Em um golpe arrojado, pára-quedistas alemães capturam a fortaleza belga Eben-Emae.
: A Batalha de Haia se torna o primeiro ataque de pára-quedistas falhado na história, já que os holandeses derrotaram rapidamente os invasores.
- 11: Luxemburgo foi ocupada.
: Churchill oferece o antigo Kaiser Guilherme II, que mora nos Países Baixos, asilo no Reino Unido; Ele declina.
- 12: Os belgas explodem todas as pontes do Rio Mosa para travar o avanço alemão.
: A Batalha de Hannut começa na Bélgica.
- 13: O governo holandês no exílio é estabelecido em Londres.
: O corpo Panzer do general Heinz Guderian percorre Sedan, na França.
: A Rainha Guilhermina dos Países Baixos foge para asilo no Reino Unido.
: Os holandeses perdem a batalha de Grebbeberg para os alemães.
- 14: A criação Home Guard é anunciada pelo novo Secretário de Estado da Guerra Anthony Eden. É composto principalmente de idosos e aposentados.
: Roterdã é bombardeada por pela Luftwaffe, causando muitas mortes civis e danos tremendos.
: Os Países Baixos decidem se render, com exceção da Zelândia.
: Churchill pede ao Presidente Roosevelt e ao Canadá para a ajuda nestes dias sombrios. Os destaques da nova coalizão britânica, que inclui membros trabalhistas, liberais e conservadores, são tornados públicos.
: Os holandeses derrotaram os alemães na Batalha de Afsluitdijk.
: A Blitz de Roterdã traz com sucesso o fim da Batalha de Roterdã.
- 15: A capitulação do exército holandês é assinada.[2]
: As forças alemãs atravessam o Rio Mosa.[2]
- 16: Churchill visita Paris e ouve que a guerra francesa é tão boa quanto.
: O governo belga deixa a Bélgica para Bordéus na França, quando o exército belga se retira. Mais tarde, se muda para Londres.[3]
- 17: Os alemães entram em Bruxelas e também tomam Antuérpia.
: Paul Reynaud forma o novo governo francês, incluindo o marechal Philippe Pétain, de 84 anos, o herói francês da Primeira Guerra Mundial.
- 18: Maxime Weygand substitui Maurice Gamelin como comandante das forças armadas francesas.
: Antuérpia é capturada.[2]
: Os alemães ganham a Batalha da Zelândia.
- 19: Amiens, França é sitiada pelas tropas alemãs; As forças de Erwin Rommel cercam Arras; Outras forças alemãs alcançam Noyelles no Canal.
: Os britânicos completaram sua Invasão da Islândia.
- 20: Os grupos Panzer do general Guderian vão a Abbeville, ameaçando as forças Aliadas na área.
- 23: Oswald Mosley, líder dos fascistas britânicos da pré-guerra, é preso; Sua esposa também é presa.
- 24: Os britânicos tomam a decisão final de cessar as operações na Noruega.
- 25: As forças aliadas, britânicas e francesas, se retiram para Dunquerque.[2] Hitler ordena a suspensão do avanço dos alemães em direção à cabeça de ponte Aliada e permite Hermann Göring usar a Luftwaffe para atacar. A Força Aérea Real britânica defende a praia.
: Bombardeios esporádicos da Luftwaffe na Inglaterra.
: Boulogne-sur-Mer se rende aos alemães.
: A União Soviética está preparando uma aquisição total nos Países Bálticos, organizando e encenando conflitos entre os Países Bálticos e a União Soviética. O governo soviético acusa a Lituânia de sequestrar soldados soviéticos.
- 25-28: 86 civis belgas são assassinados pelas forças alemãs na vila de Vinkt.
- 26: O navio de patrulha A4 chega a Plymouth, evacuando 40 toneladas finais de reservas nacionais de ouro fora da Bélgica.
: Calais se rende aos alemães.
: Operação Dínamo, a evacuação Aliada de 340.000 soldados de Dunquerque, começa. A operação vai durar até 3 de junho sob o bombardeio feroz pela Luftwaffe.
- 28: A Bélgica se rende aos alemães; O Rei Leopoldo III da Bélgica se rende e é internado.
- 30: Reunião crucial do gabinete britânico: Churchill ganha voto para continuar a guerra, apesar dos argumentos vigorosos de Lord Halifax e Chamberlain.
- 31: Os japoneses bombardeiam fortemente a capital nacionalista Chongqing, no alto do Rio Yangtzé.

## Junho de 1940
- 3: Último dia da Operação Dínamo. 224 686 britânicos e 121 445 soldados franceses e belgas foram evacuados.
: Os alemães bombardearam Paris.
- 7: Os navios de guerra alemães Gneisenau e Scharnhorst afundam o porta-aviões HMS Glorious e dois destruidores da Noruega; Os navios britânicos não tiveram cobertura aérea.
- 9: O Exército Vermelho provoca conflitos na fronteira da Letônia.
- 10: A Itália declara guerra à França e ao Reino Unido. A Noruega se rende. O Rei Haakon VII da Noruega e seu governo haviam evacuado para a Grã-Bretanha três dias antes.
- 11: O governo francês foge para Tours. Começa o cerco de Malta.
- 12: Mais de 10 000 soldados britânicos da 51ª Divisão (Highland) são capturados em Saint-Valery-en-Caux.
- 13: Paris é ocupada por tropas alemãs; O governo francês se move novamente, desta vez para Bordéus.[2]
- 14: Elementos da Marinha Francesa (Marine Nationale), com sede em Toulon, realizaram operações ofensivas contra alvos italianos ao longo da costa da Ligúria.
: Um bloqueio militar total nos Países Bálticos pela frota soviética do Báltico. As tropas soviéticas ao longo das fronteiras do Báltico estão prontas para organizar golpes comunistas nos países bálticos.
: Bombardeiros soviéticos derrubam um avião de passageiros finlandês Kaleva que voava de Tallinn para Helsínquia e carregava três bolsas diplomáticas das legações dos Estados Unidos em Tallinn, Riga e Helsínquia.
- 15: Um ultimato de oito horas para se render é dado à Lituânia pelos soviéticos. O presidente Smetona escapa do país para que a aquisição não seja possível de forma formalmente legal. As tropas soviéticas entram na Lituânia e atacam os guardas de fronteira da Letônia.
: Início da evacuação das tropas britânicas dos portos ocidentais na França na Operação Ariel.
- 16: Philippe Pétain se torna premier da França após a demissão do governo de Raynaud.
: O navio francês La Curieuse forçou o submarino italiano Provano à subir para a superfície e depois o afundou.
: A União Soviética dá um ultimato de oito horas à Letônia e à Estônia para se renderem.
- 17: Naufrágio do RMS Lancastria em Saint-Nazaire enquanto era usado por uma tropa britânica pelo menos 3 000 são mortos no pior desastre marítimo da Grã-Bretanha.
: As tropas soviéticas entram na Letônia e na Estônia.
- 18: O general De Gaulle forma o Comitê Francês de Libertação Nacional, um governo francês no exílio; A Estônia, Letônia e a Lituânia são ocupadas pela União Soviética.
- 20: Os franceses procuram um armistício com os italianos.[4]
- 21: As negociações franco-alemãs de armistício começam em Compiègne.
: Elementos de dois exércitos italianos atravessam a França durante a invasão italiana da França.
: O navio de guerra francês Lorraine abriu fogo no porto italiano de Bardia na África do Norte italiana. Durante algumas das últimas ações dos franceses contra os italianos, aviões navais franceses atacaram Tarento e Livorno na Itália continental.
: Golpes soviéticos nos Países Bálticos. Na única resistência militar em Tallinn, 2 morrem no lado estoniano e cerca de 10 no lado soviético.
- 22: O armistício franco-alemão foi assinado.
- 24: O armistício franco-italiano foi assinado.
- 25: A França se entrega oficialmente à Alemanha às 01:35.
: Última grande evacuação da Operação Ariel; 191.870 soldados aliados, aviadores e alguns civis haviam escapado da França.
- 26: A União Soviética envia um ultimato exigindo a Bessarabia e Bukovina do Norte da Romênia.
- 27: Os romenos propõem negociações. Molotov responde que as demandas são concessões de terras ou guerra. Novo ultimato dos soviéticos aos romenos é dado.
- 28: General De Gaulle reconhecido pelos britânicos como líder da França Livre.
: O marechal Italo Balbo, comandante-em-chefe da África do Norte italiana, morreu acidentalmente em um "incidente de fogo amigo" pelo fogo antiaéreo italiano em Tobruk, Líbia.
: O Exército Vermelho ocupa a Bessarabia romena e a parte norte da Bukovina.
: A Luftwaffe bombardeia zonas desmilitarizadas nas ilhas do canal britânico, a Luftwaffe não tinha sido informada da desmilitarização. Em Guernsey, 33 são mortos e 67 feridos, em Jersey, 9 morrem e muitos ficam feridos.
: Comboios do Eixo e dos Aliados trocam tiros no sudoeste da ilha de Creta.
- 30: A Alemanha invade as Ilhas do Canal.

## Julho de 1940
- 1: A ocupação das Ilhas do Canal é completada pelas forças alemãs.
: O governo francês se move para Vichy.
: O marechal Rodolfo Graziani é nomeado como o substituto de Balbo no norte da África.
: A Força Aérea Real italiana começa a bombardear o Mandato Britânico da Palestina.
- 2: Hitler ordena a preparação de planos para a invasão da Grã-Bretanha, cod-nome Operação Leão Marinho.
: Alderney se rende aos alemães.
: A praia de Brighton está fechada para o público e as minas, arame farpado e outras defesas são colocadas no lugar.
- 3: Cardiff é bombardeado pela Luftwaffe pela primeira vez.
: Os britânicos atacam e destroem a marinha francesa, temendo que ela caísse em mãos alemãs.
- 4: O governo da França de Vichy rompe relações diplomáticas com a Grã-Bretanha em protesto. Em Alexandria, os franceses concordam em desmilitarizar o navio de guerra Lorraine e vários navios menores.
: O Duque de Windsor (manchado por suspeita de pro-nazismo) é nomeado governador das Bahamas, colocando-o a certa distância da controvérsia.
: Sark se rende aos alemães. Os alemães agora controlam todas as Ilhas do Canal.
: A German News Bureau publicou trechos dos documentos capturados durante a queda da França em relação à Operação Pike, um plano anglo-francês para bombardear campos petrolíferos soviéticos. A operação foi comprometida e posteriormente interrompida.
: Os italianos capturam Kassala.
- 5: Dois políticos belgas, Camille Huysmans e Marcel-Henri Jaspar, formam um governo não oficial no exílio em Londres, com medo de que o governo belga oficial, ainda na França, se renda aos alemães.
- 9: A batalha naval bastante indecisa acontece na costa da Itália. Nenhuma morte é registrada.
- 10: A Batalha da Grã-Bretanha começa com ataques da Luftwaffe nos transportes no canal.
: O Presidente Roosevelt pede ao Congresso um enorme aumento nos preparativos militares.
- 11: A RAF ataca as posições inimigas nos Países Baixos e as fábricas de munições alemãs.
- 12: A Luftwaffe realiza ataques no País de Gales, Escócia e na Irlanda do Norte.
- 14: Os soviéticos organizam eleições fraudulentas nos Países Bálticos. Os parlamentos ficam sob o controle dos soviéticos.
- 16 Hitler envia a seus militares a diretriz para a invasão do Reino Unido, Operação Leão Marinho.
- 18: Em resposta a Mers-el-Kébir, a Força Aérea da França de Vichy bombardeia Gibraltar.
- 19: O general Johan Laidoner da Estônia é deportado para a Sibéria.
: Os navios aliados batalham com dois cruzadores de leves italianos, afundando um na Batalha de Cape Spada.
- 21: O governo checoslovaco no exílio chega em Londres.
: Nos Países Bálticos, os parlamentos controlados pelos soviéticos solicitam a adesão à União Soviética.
- 22: A Conferência de Havana se reúne; As nações do hemisfério ocidental se reúnem para discutir a neutralidade e a cooperação econômica.
: Fumimaro Konoe é nomeado primeiro-ministro do Japão.
- 23: O "Home Guard" britânico é oficialmente estabelecido, com base em homens idosos e aqueles considerados incapazes de servir nas forças armadas regulares.
- 25: Todas as mulheres e crianças são obrigadas a evacuar Gibraltar.
- 26: Os Estados Unidos ativam a sede geral (GHQ), o exército dos Estados Unidos, que é projetado para facilitar a mobilização, supervisionando a organização e o treinamento das forças de campo do exército nos Estados Unidos continentais, que é o código chamado Zona do Interior.
- 30: O Presidente da Estônia, Konstantin Päts, é preso e deportado para a União Soviética.

## Agosto de 1940
Agosto: O chamado Spéngelskrich ("Guerra dos emblemas") começa na ocupação de Luxemburgo, pois os civis usam emblemas de lápis patrióticos de forma proeminente, desafiando as tentativas nazistas de "Germanizar" o território.
- 1: Hitler, define 15 de setembro como a data da Operação Leão Marinho, a invasão da Grã-Bretanha.
: O ministro soviético das Relações Exteriores, Molotov, reafirma o pacto Molotov-Ribbentrop no Soviete Supremo enquanto ataca verbalmente a Grã-Bretanha e os Estados Unidos. Ele também afirma que os limites da União Soviética são transferidos para as margens do Mar Báltico.
: A Marinha Real italiana estabelece sua base submarina BETASOM em Bordéus e se junta à "Batalha do Atlântico".
- 1-4: Operação Hurry, o primeiro dos comboios de Malta, é realizado.
- 2: General Charles de Gaulle condenado à morte à revelia por um tribunal militar francês.
: A União Soviética anexa Bessarabia e Bukovina do Norte.
- 3: A União Soviética formalmente anexa a Lituânia.
- 4: As forças italianas sob o general Guglielmo Nasi invadem e ocupam a Somalilândia Britânica durante a Campanha da África Oriental.
- 5: A incapacidade de alcançar a superioridade aérea e o mau tempo no canal resulta em um adiamento da invasão da Grã-Bretanha.
: A União Soviética formalmente anexa a Letônia.
- 6: A União Soviética formalmente anexa a Estônia.
- 11-15: A Batalha de Tug Argan travada na Somalilândia Britânica durante a invasão italiana. Para evitar o cerco, os britânicos se retiram.
- 13: Isto é "Adler Tag" ou "Eagle Day". Hermann Göring começa um ataque de duas semanas aos aeroportos britânicos em preparação para a invasão. (Para alguns historiadores alemães, este é o início da "Batalha da Grã-Bretanha".)
- 14: O cientista britânico Sir Henry Tizard vai para os Estados Unidos na Missão Tizard, entregando aos americanos uma série de tecnologias britânicas de alto nível, incluindo o magnetron, o dispositivo secreto o coração do radar. O radar já se provou na defesa da Grã-Bretanha.
- 15: As vitórias da RAF sobre a Luftwaffe continuam, em uma batalha de grande alcance ao longo da costa leste. A produção britânica de aviões de combate começa a acelerar.
: Naufrágio do cruzador grego Elli por um submarino italiano em 15 de agosto de 1940 no porto de Tinos.
- 16: A Batalha da Grã-Bretanha continua; Os alemães são prejudicados pela fraca gama de aviões e o uso extensivo britânico do RADAR.
: Um primeiro rascunho do Acordo de destróiers para Bases dos Estados Unidos e Grã-Bretanha é tornado público.
- 17: Hitler declara um bloqueio das ilhas britânicas.
- 18: Intensos combates na Batalha da Grã-Bretanha; Alemães sofrendo graves perdas em formações de bombardeiros. Göring declara covardia entre os seus pilotos de caça e ordena que eles guardam de perto os bombardeiros, restringindo ainda mais as suas capacidades.
- 19: As forças italianas vão a Berbera, a capital da Somalilândia Britânica e os defensores britânicos fugiram para Áden. Com a queda de Berbera é completada a invasão da colônia britânica. No final do mês, os italianos controlam a Somalilândia Britânica e várias cidades e fortalezas ao longo da fronteira com o Sudão e Quênia, incluindo Kassala, Gallabat e Moyale.
- 20: A Itália anuncia um bloqueio dos portos britânicos na área do Mediterrâneo.
: O discurso de Churchill "Never was so much owed by so many to so few" discurso entregue à Câmara dos Comuns.
: Os comunistas chineses lançam a Ofensiva dos Cem Regimentos contra os japoneses no norte da China.
- 22: Os alemães estão bombardeiam Dover e a área costeira próxima com artilharia de longo alcance.
- 24: Aviões alemães erroneamente bombardeiam uma igreja em Cripplegate, acidentalmente ditam a forma futura da Batalha da Grã-Bretanha.
- 25: Churchill ordena o bombardeio de Berlim em retaliação pelo bombardeio de Cripplegate da noite anterior.
- 26: Tanto Londres quanto Berlim são bombardeados, Berlim pela primeira vez.
- 27: Duala em Camarões Franceses é capturada, e logo depois a colônia inteira é capturada também.
- 30: O bombardeio da Inglaterra continua; Londres agora é bombardeada em retaliação pelo bombardeio de Berlim; Assim, começa a "A Blitz de Londres".
: Hitler e Mussolini ditaram a chamada Segunda Arbitragem de Viena, que forçou a Romênia a entregar a Transilvânia do Norte (incluindo Maramureș inteira e a parte da Crișana) para a Hungria.
- 31: Os ataques da Luftwaffe nos aeroportos britânicos continuam, bem como em Londres. Os ataques às instalações de radar são ineficazes.
: Dois destróiers da Marinha Real são afundados na costa holandesa no chamado "Desastre de Texel".

## Setembro de 1940
- 1: Os judeus da Alemanha são obrigados a usar estrelas amarelas para identificação.
- 2: O Acordo de destróiers para Bases está concluído. O Reino Unido obtém 50 destróiers em troca de concessões de terras para os Estados Unidos em várias posses britânicas para o estabelecimento de bases navais e aéreas dos Estados Unidos, em arrendamentos sem aluguel por 99 anos nas bases das Bahamas, Antígua, Santa Lúcia, Trinidad, Jamaica e Guiana Britânica.
- 3: Hitler adia a invasão da Grã-Bretanha, pois a Luftwaffe não consegue quebrar as defesas britânicas. No entanto, os receios da próxima invasão continuam a assombrar a Grã-Bretanha.
- 6: O Rei Carlos II abdica o trono romeno em favor de seu filho Michael I, enquanto o controle do governo é assumido pelo marechal Ion Antonescu.
- 7: Em um dos principais erros de julgamento da guerra, a Luftwaffe desloca seu foco para Londres, longe dos aeroportos da RAF. O sucesso pode ser medido apenas nos 2 000 mortos civis estimados. Outras cidades britânicas também são atingidas.
- 9: Durante a Campanha do Deserto Ocidental, as forças coloniais italianas na Líbia sob o general Mario Berti lançam a invasão do Egito. O primeiro objetivo é avançar de posições defensivas na Líbia até a fronteira com o Egito.
: Tel Aviv, no Mandato Britânico da Palestina, é bombardeado por aviões italianos, causando 137 mortes.
- 10: A Operação Leão Marinho está agora definida para 24 de setembro.
: O Corpo Aéreo Italiano é formado para lutar na Batalha da Grã-Bretanha.
- 13: Depois de retomar Forte Capuzzo na Líbia, as forças coloniais italianas atravessam a fronteira e avançam para o Egito. Os italianos tomam o pequeno porto de Sallum, mas a única resistência à invasão é uma leve força britânica de triagem que se retira à medida que os italianos avançam.
- 14: A Operação Leão Marinho é adiada até 27 de setembro, o último dia do mês com marés adequadas para a invasão.
- 15: Bombardeios alemães em massa em cidades inglesas; A maioria é repelida. A RAF começa a reivindicar a vitória na Batalha da Grã-Bretanha.
- 16: A Lei de Treinamento Seletivo e Serviço de 1940 é apresenta como o primeiro serviço militar obrigatório em tempos de paz (desta vez para homens entre 21 e 35) na história dos Estados Unidos.
: A Invasão italiana do Egito vem a uma parada quando aproximadamente cinco divisões italianas configuram defensivamente em uma série de campos armados depois de avançar cerca de 95 km até Sidi Barrani. Os italianos nunca se aproximam das principais posições britânicas em Mersa Matruh.
- 17: As mensagens decodificadas agora revelam que Hitler adiou a Operação Leão Marinho até novo aviso.
- 18: A Radio Belgique, um serviço de rádio em língua francesa e neerlandesa da BBC, começa a transmitir a Bélgica ocupada desde a sua base em Londres.[5]
- 22: Perdas de comboio pesado para U-boats no Atlântico.
: Os japoneses ocupam a Indochina Francesa; Os administradores franceses locais se tornam apenas autoridades de cabeça de proa.
- 23: Forças britânicas e da França Livre tentam desembarcar em Dacar, África Ocidental Francesa; As forças navais francesas de Vichy abrem fogo esporadicamente por dois dias, e a expedição é chamada de volta.
- 24: Berlim sofre um grande bombardeio pela RAF.
: Em resposta a Dacar, a Força Aérea Francesa bombardeia Gibraltar pela primeira vez desde 18 de julho.
- 28: Vidkun Quisling se torna chefe-de-estado na Noruega.

## Outubro de 1940
- 1-31: Os Estados Unidos separam as Áreas do Corpo estabelecidos em 1921 para realizar as tarefas administrativas das várias regiões dos Estados Unidos a partir dos quatro Exércitos de Campo que foram estabelecidos em 1932.
- 1: Os comunistas chineses e nacionalistas chineses se combatem no sul da China. Enquanto isso, as forças japonesas têm um revés em Changsha.
- 2: O bombardeio de Londres continua durante todo o mês.
- 3: Os judeus de Varsóvia são direcionados para se mudar para o gueto de Varsóvia.
- 4: Hitler e Mussolini se encontram no Passo do Brennero para discutir as perspectivas de guerra.
- 7: A Alemanha invade a Romênia para bloquear o exército soviético e ter acesso a valiosos campos petrolíferos.
- 9: Neville Chamberlain renuncia da Câmara dos Comuns por razões de saúde; Winston Churchill é eleito chefe do Partido Conservador.
- 12: Qualquer invasão alemã da Grã-Bretanha é adiada para primavera de 1941, no mínimo.
: A Marinha Real se defende e derrota vários navios italianos que os atacaram depois de uma missão de comboio para Malta.
- 13: Civis britânicos ainda estão sendo mortos por bombardeios alemães, embora os ataques tenham caído significativamente.
- 14: Desastre da estação Balham. Bomba alemã perfura 32 pés subterrâneos matando 66 pessoas.[6]
- 15: Clarence A. Dykstra se torna Diretor de Serviço Seletivo nos Estados Unidos.
: Mussolini e seus conselheiros mais próximos decidem invadir a Grécia.
- 16: O registro preliminar começa nos Estados Unidos.
- 19: Os italianos bombardearam Bahrein.
- 20: Os italianos bombardearam Cairo e as refinarias de petróleo operadas pelos Estados Unidos no Protetorado Britânico de Bahrein.
- 21: Liverpool é bombardeado pela 200ª vez.
- 23: Hitler encontra-se com Francisco Franco em Hendaye, perto da fronteira espanhola-francesa; Pouco é realizado e, pelo menos, a esperança de Hitler de convencer Franco para entrar na guerra no lado do Eixo.
- 24: Depois de se encontrar com Franco, Hitler estava indo para Montoire-sur-le-Loir, onde se encontrou com Philippe Pétain, que significou o início da colaboração francesa organizada com o regime nazista.
: O Corpo Aéreo Italiano vê sua primeira ação durante a Batalha da Grã-Bretanha.
- 25: Berlim e Hamburgo são bombardeados pesadamente.
- 28: Por volta das 03h00 da manhã, o embaixador italiano na Grécia expõe o ultimato à Grécia e o primeiro-ministro grego Metaxás responde: "Então é guerra". O Exército Real Italiano lança ataques na Grécia a partir Albânia italiana começando a Guerra Greco-Italiana. Hitler está irritado pela iniciativa de seu aliado.
- 29: Perdas de comboio muito pesadas durante este período à medida que o número de U-boats aumenta.
- 30: O presidente Roosevelt, no meio de uma campanha eleitoral, promete não enviar "nossos meninos" para a guerra.
- 31: O governo do distrito de Varsóvia move todos os judeus que vivem em Varsóvia para os guetos.

## Novembro de 1940
- 1: A Turquia declara neutralidade na Guerra Greco-Italiana.[1]
- 2: O avanço italiano na Grécia continua. Vovousa é capturada e Salonica bombardeada pelos italianos.
- 5: O presidente Roosevelt ganha um terceiro mandato. Os britânicos vêem o evento como promissor.
: O HMS Jervis Bay, um cruzeiro mercante, é afundado no serviço de comboio, mas grande parte do comboio escapa. A perda se torna um evento na mídia.
- 7: Torna-se claro que a Irlanda se recusará a permitir que o Reino Unido use seus portos como bases navais.
- 8: A Batalha de Elaia-Kalamas termina e os italianos acabam com sua fútil ofensiva na Grécia.
- 9: Neville Chamberlain morre.
- 11: Forças navais britânicas lançam ataque contra a marinha italiana em Tarento. Bombardeiros de mergulho atacam o HMS Illustrious e outros três navios de guerra, dois cruzadores e várias embarcações auxiliares. O evento assegura linhas de abastecimento britânicas no Mediterrâneo. O sucesso britânico será estudado por militares japoneses já se preparando para um Ataque a Pearl Harbor.
- 12: Molotov encontra Hitler e Ribbentrop em Berlim. Nova Ordem Mundial está em discussão. Molotov expressa interesse soviético na Finlândia, Bulgária, Romênia, nos Dardanelos e no Bósforo, mas Hitler fala em grandes linhas sobre as esferas de influência mundiais entre a União Soviética, Alemanha, Itália e o Japão.
: Na Batalha do Gabão, as forças britânicas terminam de lutar pela África Central da França de Vichy.
- 13: Molotov encontra Hitler novamente pedindo aceitação para liquidar a Finlândia. Hitler agora resiste a todas as tentativas de expandir a influência soviética na Europa. Ele vê a Grã-Bretanha como derrotada e oferece a Índia à União Soviética.
: A Batalha de Pindus termina com vitória grega.
- 14: Uma incursão noturna pesada em Coventry. A Catedral de Coventry é destruída e o centro medieval da cidade é destruída.
: A contra-ofensiva grega contra os italianos começa.
- 15: A União Soviética é convidada a se juntar ao Pacto Tripartite e a compartilhar os despojos do Império Britânico. O gueto judeu de Varsóvia é isolado do resto da cidade.
- 16: Churchill ordena que algumas tropas britânicas no norte da África sejam enviadas para a Grécia, apesar das preocupações de seus líderes militares que são necessárias na atual campanha contra os italianos no norte da África.
- 19: Os gregos continuam a avançar e expulsam as tropas italianas do solo grego.A contra-ofensiva grega.

A contra-ofensiva grega.

- 20: A Hungria assina o Pacto tripartite.
- 21: O governo belga, no exílio na Grã-Bretanha, declara a guerra à Itália.
- 22: Queda de Korytsa aos gregos.
- 23: A Romênia assina o Pacto tripartite.
- 24: A República Eslovaca assina o Pacto Tripartite.
- 25: A União Soviética dá seus termos para se juntar ao Pacto Tripartite, incluindo novos ganhos territoriais substanciais para a União Soviética.
- 29: Uma invasão maciça de bombardeios durante a noite em Liverpool.
- 30: Uma invasão maciça de bombardeios em Southampton, no sul da Inglaterra; A cidade é atingida novamente na noite seguinte, seguida por Bristol no dia 2 de dezembro e Birmingham no dia 3.

## Dezembro de 1940

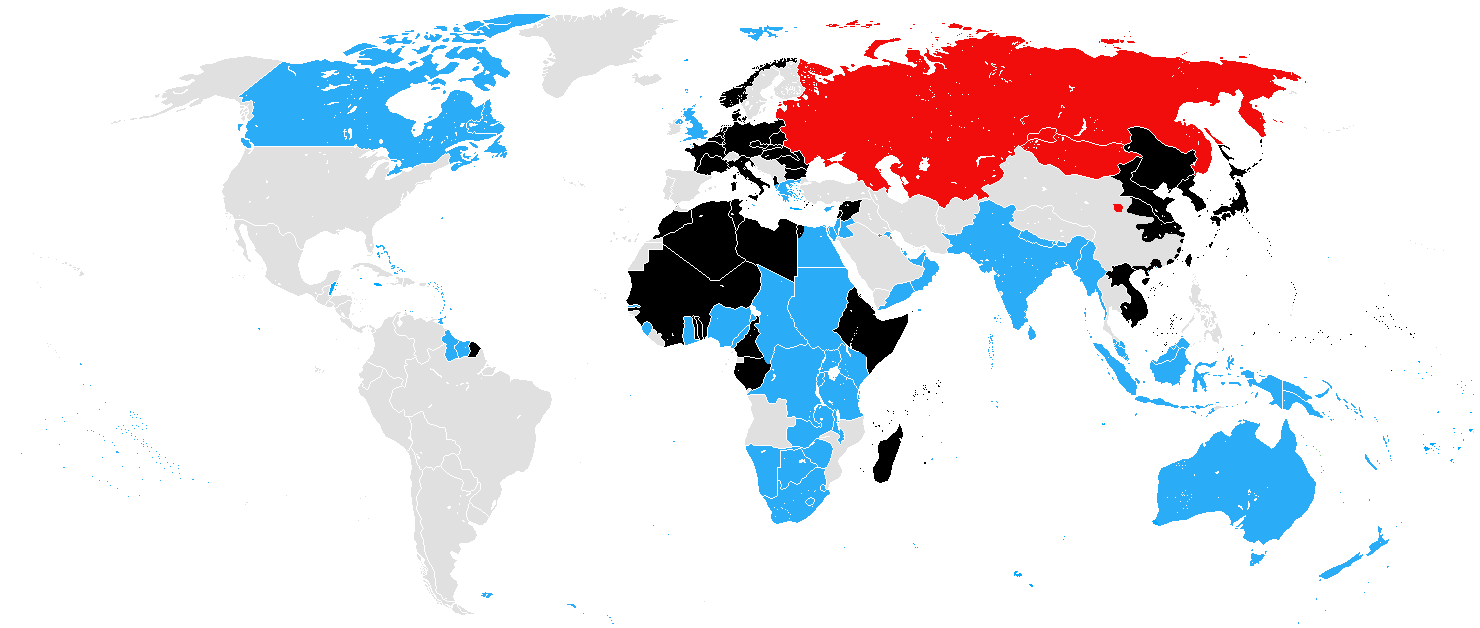
O estado dos Aliados e do Eixo em dezembro de 1940, mostrando grande expansão do Eixo na Europa e no norte da África.

- 1-8: As forças gregas continuar a conduzir os exércitos italianos de volta, capturando as cidades de Pogradec, Sarandë, e Gjirokastër.
- 1: Os ataques de bombardeio são trocados ao longo do mês entre a Alemanha e a Grã-Bretanha. Primeiro bombardeiam os alemães, depois a Grã-Bretanha.
: Joseph P. Kennedy, embaixador dos Estados Unidos no Reino Unido, é convidado a se demitir pelo presidente Roosevelt depois de dar uma entrevista ao jornal expressando a opinião de que "a democracia está terminada na Inglaterra".
- 5: A RAF bombardeia Düsseldorf e Turim.
- 6-9: As tropas britânicas e indianas da Força do Deserto Ocidental lançam a Operação Compasso, uma ofensiva contra as forças italianas no Egito. Os italianos têm sete divisões de infantaria e o Grupo Maletti em posições defensivas fortificadas. Os primeiros ataques são lançados contra os cinco campos italianos ao redor e ao sul de Sidi Barrani. Os campos são superados, o general italiano Pietro Maletti é morto, e o Grupo Maletti, a 1ª Divisão da Líbia, a 2ª Divisão da Líbia e a 4ª Divisão Blackshirt são destruídas. Os restantes das unidades italianas no Egito são obrigadas a se retirar para a Líbia.
- 8: Francisco Franco exclui a entrada da Espanha na guerra; O resultado imediato é que Hitler é forçado a cancelar um ataque a Gibraltar.
- 12: No Norte de África, mais de 39 000 italianos mortos ou capturados no Egito.
- 16: A primeira invasão noturna da RAF em Mannheim, Alemanha.
: No norte da África, os britânicos estão no comando de Sallum no Egito perto do Forte Capuzzo na Líbia.
- 18: Hitler emite uma diretiva para começar a planejar a Operação Barbarossa, a invasão alemã da União Soviética.
- 22-24: Invasões de bombardeio em Manchester.
- 18: A Guerra Greco-Italiana continua muito mal para os italianos e os gregos ocupam aproximadamente um quarto da Albânia.
: A Itália pede assistência militar da Alemanha contra os gregos.
- 29: Grandes ataques alemães em Londres; A Catedral de São Paulo é danificada.